# Haraza
Haraza (em árabe: الحرازة) é uma cidade e comuna localizada na província de Bordj Bou Arreridj, Argélia. Segundo o censo de 2008, a população total da cidade era de 5 569 habitantes.